# ロッカー (世にも奇妙な物語)
「ロッカー 」は、1990年5月3日にフジテレビの『世にも奇妙な物語』内で放送されたストーリー。第4作目。主演は織田裕二。同回の作品に「闇の精霊たち」「マイホーム」がある。
『世にも奇妙な物語』レギュラー版の初期に放送され、多くの人々にトラウマを植えつけたことでも知られる。また、2025年5月31日放送の特別番組『世にも奇妙な物語 35周年SP〜伝説の名作 一夜限りの復活編〜』の宣伝に際しては、これまで再放送が待ち望まれていたものの長らく権利の都合から叶わなかった「幻の名作」であることが報じられている。

## ストーリー
ある夜、とある研究所で赤い帽子をかぶった産業スパイ・悟がデータを盗んでいた。しかし、その作業中に研究所職員・佐口邦夫に見つかった悟は、もみ合ううちに邦夫を殺害してしまう。騒ぎに気づいた警備員の足音が近づく中、悟はとっさに近くにあったロッカーへ身を潜める。警備員に見つからずに済んだと安心した次の瞬間、悟はロッカーがまったく開かず、脱出できないことに気付く。慌てふためく悟をよそに外では警備員が警察を呼び、現場検証が始まる。焦った悟がふとロッカー内を見回すと、そこには邦夫と彼の婚約者らしき女性が並んだ写真が貼られていた。隠れた場所が殺害した相手のロッカーだったことに、悟は愕然となる。
翌朝。現場検証が続く中、警察は悟の隠れたロッカーを開けようとするが、どうやっても開かず、ロッカーは業者に引き取られることとなった。閉じ込められたままとはいえ殺害現場から逃げられた悟は喜ぶが、ロッカーが運び込まれた先は鉄スクラップリサイクル処理場であり、ロッカー外を見て自分の運命を悟った悟は恐怖して「助けてくれー!」と叫ぶ。無慈悲に潰されていくロッカーの内部にて悟が最期を迎える瞬間、写真の邦夫は笑顔となっていた。
ふと気付くと、悟は自分が潰されていないロッカー内にて生きていることを自覚する。先ほどの最期は夢だったかと悟が笑い出した直後、ロッカーを潰そうとの声が外から聞こえてくる。悟は焦ってまたもや「助けてー!」と叫ぶが、やはりロッカーは無慈悲に潰されていく。場面は変わり、複数の鉄屑と共に立方体に成形された鉄の塊が集積場に置かれる。それには、赤い帽子がへばり付いていた。

## キャスト
- 悟：織田裕二
- 佐口邦夫：段田安則
- 池田刑事：菅田俊
- 小形雄二
- 斉藤暁
- 大久保了
- 荒川修
- 匠恒明

## スタッフ
- 脚本：橋本以蔵、土屋斗紀雄
- 監督・演出：瀧川治水
- プロデューサー：三宅川敬輔
- 制作：フジテレビ、カノックス

## ノベライズ
世にも奇妙な物語1（1990年10月発売 太田出版）
主人公はいかついチンピラ風の男という設定。ドラマ版の結末を暗示され、研究所職員の写真が笑う描写で物語が終わる。